# Polish Masters
Polish Masters − towarzyski turniej piłkarski dla czterech drużyn klubowych, zorganizowany w dniach 21–22 lipca 2012 roku na Stadionie Miejskim we Wrocławiu.

## Uczestnicy
- Śląsk Wrocław − Mistrz Polski 2011/2012
- Athletic Bilbao − finalista Ligi Europy 2011/2012
- SL Benfica − ćwierćfinalista Ligi Mistrzów 2011/2012
- PSV Eindhoven − trzecia drużyna Holandii 2011/2012

## Format
Podczas turnieju rozegrane zostały cztery spotkania. Impreza rozpoczęła się od losowania, które wyłoniło pary półfinałowe. Obydwa półfinały odbyły się w sobotę, 21 lipca. Ich triumfatorzy zmierzyli się ze sobą w niedzielnym finale, a tego samego dnia pokonani zagrali mecz o 3. miejsce. Oficjalną piłką turnieju była Nike T90 Seitiro, a głównym sponsorem Bank Pekao. Transmisje ze wszystkich pojedynków przeprowadziły: TVP1, TVP Sport oraz platforma internetowa sport.tvp.pl.

### Półfinały
| 21 lipca 2012 14:00 | Athletic Bilbao | 0:1(0:0) | PSV Eindhoven · 73' Georginio Wijnaldum | Stadion Miejski, Wrocław Widzów: 15 000 Sędzia: Sebastian Tarnowski |
|                     |                 |          |                                         |                                                                     |

| 21 lipca 2012 17:00 | Śląsk Wrocław · Rok Elsner 67' · Waldemar Sobota 69' | 2:4(0:1) | SL Benfica · 11' Óscar Cardozo · 60' Luisão · 73' Carlos Martins · 89' Nicolás Gaitán | Stadion Miejski, Wrocław Widzów: 30 000 Sędzia: Robert Małek |
|                     |                                                      |          |                                                                                       |                                                              |

### Mecz o 3 miejsce
| 22 lipca 2012 11:45 | Athletic Bilbao · Markel Susaeta 43' | 1:0(1:0) | Śląsk Wrocław | Stadion Miejski, Wrocław Widzów: 15 000 Sędzia: Marek Opaliński |
|                     |                                      |          |               |                                                                 |

### Finał
| 22 lipca 2012 14:45 | PSV Eindhoven · Mathias Jørgensen 54' · Jeremain Lens 74' · Georginio Wijnaldum 83' | 3:1(0:1) | SL Benfica · 34' Carlos Martins | Stadion Miejski, Wrocław Widzów: 15 000 Sędzia: Tomasz Garbowski |
|                     |                                                                                     |          |                                 |                                                                  |